# Qualità dei dati
La qualità dei dati si riferisce alla condizione di un insieme di valori di variabili qualitative o quantitative. Esistono molte definizioni di qualità dei dati, ma i dati sono generalmente considerati di alta qualità se sono "adatti ai [suoi] usi previsti nelle operazioni, nel processo decisionale e nella pianificazione".
Potrebbe essere necessaria la pulizia dei dati per garantirne la qualità.
ISO 8000 è uno standard internazionale per la qualità dei dati.

## Statistica
La qualità dei dati, in statistica, è la aderenza dei dati rilevati alla realtà concreta che si vuole misurare.
Essa è definita da caratteristiche di validità e di conformità al tipo di analisi che viene effettuata.
Fra i parametri utili a stabilire la qualità dei dati sono misurabili l'accuratezza, l'attendibilità, la completezza, la consistenza.